# Blastomeryx
Il blastomerice (Blastomeryx Cope, 1877) è un artiodattilo fossile, i cui resti sono stati rinvenuti nei terreni del Miocene e del Pliocene del Nordamerica.
Un tempo classificato fra i tragulidi (Tragulidae), questo animale non più grande di una grossa lepre è in realtà imparentato con uno dei più primitivi ruminanti viventi, il mosco (Moschus moschiferus). Come la forma attuale, anche Blastomeryx era dotato di due lunghi canini superiori a forma di zanne. Probabilmente viveva nelle foreste, e sfuggiva ai predatori grazie alla corsa. Le zampe di questa animale, infatti, erano ben adatte all'andatura veloce: i metapodi centrali erano già fusi come nelle forme odierne. La specie più nota è Blastomeryx advena, del Miocene inferiore del Dakota del Sud.